# Baccalaureus oeconomiae
Baccalaureus oeconomiae oder Baccalaurea oeconomiae (abgekürzt Bac. oec.) war ein akademischer Grad, der durch ein entsprechendes Studium ab dem Sommersemester 1992 an der Universität Augsburg erworben werden konnte. Er wurde Studenten verliehen, die die Diplomvorprüfung in den Diplomstudiengängen Ökonomie und Betriebswirtschaftslehre bestanden hatten. Der Modellversuch war zunächst auf fünf Jahre begrenzt und wurde nicht weitergeführt.
Der Modellversuch erfolgte im Kontext der Hochschulreform-Diskussion der 1990er Jahre, in der besonders die Ziele einer Studienzeitverkürzung und einer europäischen Vereinheitlichung der Studiengänge und -abschlüsse immer wieder hervorgehoben wurden.